# Benedikt (comune)
Benedikt (ufficialmente in sloveno Občina Benedikt) è un comune (občina) della Slovenia. Ha una popolazione di 2 514 abitanti ed un'area di 24,1 km². Appartiene alla regione statistica dell'Oltredrava. La sede del comune si trova nell'insediamento di Benedikt.

## Insediamenti
Il comune di Benedikt è formato da 14 insediamenti (naselija):
- Benedikt, insediamento capoluogo comunale
- Benedikt v Slovenskih Goricah
- Drvanja
- Ihova
- Ločki Vrh
- Negovski Vrh
- Obrat
- Spodnja Bačkova
- Spodnja Ročica
- Stara Gora
- Sveti Trije Kralji v Slovenskih Goricah
- Trotkova
- Trstenik
- Štajngrova
- Ženjak

## Amministrazione
| Periodo | Periodo   | Primo cittadino | Partito | Carica  | Note |
| ------- | --------- | --------------- | ------- | ------- | ---- |
| 1998    | 2002      | Milan Gumzar    |         | sindaco |      |
| 2002    | 2006      | Milan Gumzar    |         | sindaco |      |
| 2006    | 2010      | Milan Gumzar    |         | sindaco |      |
| 2010    | 2014      | Milan Gumzar    |         | sindaco |      |
| 2014    | in carica | Milan Repič     |         | sindaco |      |